# توشيرو توموتشيكا
توشيرو توموتشيكا (باليابانية: 友近 聡朗) (مواليد 24 أبريل 1975)، هو لاعب كرة قدم ياباني سابق كان يلعب كمهاجم.

## وصلات خارجية
- توشيرو توموتشيكا على موقع رابطة كرة القدم اليابانية للمحترفين (اليابانية)